# 통영 충렬사 팔사품 일괄
통영 충렬사 팔사품 일괄(統營 忠烈祠 八賜品 一括)은 임진왜란 때 이순신의 뛰어난 무공이 전해지자 명나라 황제인 신종 만력제 충무공 이순신에게 내린 8종류의 유물 15점이다. 1966년 3월 4일 대한민국의 보물 제440호로 지정되었다.

## 개요
통영 충렬사 팔사품 일괄(統營 忠烈祠 八賜品 一括)은 임진왜란 때 이순신의 뛰어난 무공이 전해지자 명나라 장군인 진린이 충무공 이순신에게 내린 8종류의 유물 15점이다.
동으로 만든 도장인 도독인을 제외한 다른 것들은 모두 2점씩으로, 영패, 귀도, 참도, 독전기, 홍소령기, 남소령기, 곡나팔 등이 있으며, 현충사 성역화 후에 통영에서 진품이 옮겨왔으나 통영시민의 열성으로 충렬사로 되돌려졌다.
도독인은 손잡이가 달려있는 동으로 만든 도장이다. 도장을 넣은 함에는 ‘황조어사인’이라고 쓰여 있어, 중국 황제가 보낸 것임을 알 수 있고, 도장은 관방이라는 글자를 아홉 번 꺽어 새긴 것이다. 영패는 나무로 팔각형을 만들고 한쪽 면에는 영이라 새기고 다른 한 면에는 대장이라 쓴 다음 이를 표범이 그려진 사슴가죽으로 만든 주머니에 넣었다. 귀도는 칼자루에 용머리와 귀신 머리가 장식되어 있는 칼로, 오동나무로 만든 칼집은 종이로 싸서 붉은 칠을 하였다. 참도의 칼자루는 나무로 만들었으나, 상어 껍질로 싸고 붉은 칠을 한 다음 소가죽으로 감았다.
독전기는 전쟁터에서 전투를 독려하기 위해 지휘관이 사용한 것으로 홍색 바탕에 남색 비단으로 독전이라 오려 붙였고 중앙에는 “무릇 군사로써 명령에 복종하지 않는 자는 목을 벤다”라고 쓰여 있며, 깃대 머리에는 창이 꽂혀있다. 홍소령기는 군대의 명령을 전할 때 쓰는 깃발인데, 홍색의 비단 바탕에 남색으로 영자를 오려 붙였고 자루 끝에 창을 달았으며 이는 문관에게 영을 내리는 신호기이다. 남소령기는 홍소령기와 마찬가지로 군대의 명령을 전할 때 쓰는 깃발인데, 남색의 비단 바탕에 홍색으로 영자를 붙였고 무관에게 영을 내리는 신호기이다. 곡나팔은 구리로 만든 나팔로, 목이 구부러진 모습이라 곡나팔이라고 한다. 나팔 입은 퍼졌고 붉은 술을 달았다.
이순신의 사당인 충렬사에 보관되어 있는 이 유물들은 당시 이순신 장군의 전공을 높이 평가한 명나라의 황제가 보내준 것이고, 장군의 넋을 기리고 용기를 배울 수 있는 유물이다.

## 세부 내역
| 번호    | 사진 | 명칭                                                          | 소재지                                  | 관리자 (단체) | 지정일              | 참조 |
| 440-1호 |      | 통영 충렬사 팔사품 - 도독인 (統營 忠烈祠 八賜品 - 都督印)     | 경남 통영시 여황로 251, 충렬사 (명정동) | 충렬사        | 1966년 3월 4일 지정 |      |
| 440-2호 |      | 통영 충렬사 팔사품 - 호두령패 (統營 忠烈祠 八賜品 - 虎頭令牌) | 경남 통영시 여황로 251, 충렬사 (명정동) | 충렬사        | 1966년 3월 4일 지정 |      |
| 440-3호 |      | 통영 충렬사 팔사품 - 귀도 (統營 忠烈祠 八賜品 - 鬼刀)         | 경남 통영시 여황로 251, 충렬사 (명정동) | 충렬사        | 1966년 3월 4일 지정 |      |
| 440-4호 |      | 통영 충렬사 팔사품 - 참도 (統營 忠烈祠 八賜品 - 斬刀)         | 경남 통영시 여황로 251, 충렬사 (명정동) | 충렬사        | 1966년 3월 4일 지정 |      |
| 440-5호 |      | 통영 충렬사 팔사품 - 독전기 (統營 忠烈祠 八賜品 - 督戰旗)     | 경남 통영시 여황로 251, 충렬사 (명정동) | 충렬사        | 1966년 3월 4일 지정 |      |
| 440-6호 |      | 통영 충렬사 팔사품 - 남소령기 (統營 忠烈祠 八賜品 - 藍小令旗) | 경남 통영시 여황로 251, 충렬사 (명정동) | 충렬사        | 1966년 3월 4일 지정 |      |
| 440-7호 |      | 통영 충렬사 팔사품 - 홍소령기 (統營 忠烈祠 八賜品 - 紅小令旗) | 경남 통영시 여황로 251, 충렬사 (명정동) | 충렬사        | 1966년 3월 4일 지정 |      |
| 440-8호 |      | 통영 충렬사 팔사품 - 곡나팔 (統營 忠烈祠 八賜品 - 曲喇叭)     | 경남 통영시 여황로 251, 충렬사 (명정동) | 충렬사        | 1966년 3월 4일 지정 |      |

## 같이 보기
- 이순신
- 충렬사

## 참고 자료
- 통영 충렬사 팔사품 일괄 - 국가유산청 국가유산포털